# Сражение при Рабане
Сражение при Рабане — одно из сражений арабо-византийских войн, произошедшее осенью 958 года у крепости Рабан (на территории современной Турции) между византийской армией под командованием Иоанна Цимисхия (позже императора в 969—976 годах) и войсками Хамданидского эмирата Алеппо эмира Сайфа ад-Даула. 

Хамданидские эмираты в середине 10 века

## Предыстория
В начале 950-х годов Хамданидский эмират стал главным противником Византии на её восточной границе в Малой Азии. Ежегодно войска эмирата вторгались на территорию империи, приостановив её наступление, которое разворачивалось с середины 920-х годов. В 953 году эмир Сайф ад-Даула нанес тяжелое поражение ромеям при Мараше. Однако после 955 года ситуация начала меняться: во главе армии стал Никифор Фока, под руководством которого византийская армия модернизировала вооружение, пополнила свои ряды армянами, усилила обучение. Ромеи начали набеги вглубь территории Хамданидов. В 957 году византийский военачальник Иоанн Цимисхий захватил крепость Дара и одержал победу под Амидой над одной из армий Хамданидов. Получив подкрепление новыми войсками под командованием паракимомена Василия Лакапина, в июне Цимисхий взял штурмом Самосату и крепость Рабан к югу от Хадата.

## Ход сражения
Сайф ад-Даула сам возглавил армию, с которой подошёл к Рабану, чтобы дать противнику сражение. Последовала ожесточенная битва (происходила в промежутке с 18 октября по 15 ноября 958 года). В ней принимал участие двоюродный брат Сайфа ад-Даулы известный поэт-воин Абу Фирас, который, как говорят, сломал два копья в своей первой атаке. В конце концов византийцы одержали победу, и арабская армия обратилась в бегство. Многие из придворных и гулямов Сайфа ад-Даулы пали во время преследования.
1700 арабских конников были взяты в плен и позже во время триумфа проведены по улицам Константинополя.

## Результаты
Победа позволила византийцам сохранить контроль над Самосатой, что означало, что они прорвали арабскую укрепленную пограничную зону, защищавшую северную Сирию. Тем не менее, Сайф ад-Даула все еще имел сильную армию и совершал набеги на византийскую территорию, пока не потерпел катастрофическое поражение в ноябре 960 года при Андрасосе.